# Monteverdi-Chor Hamburg
Ne doit pas être confondu avec Monteverdi Choir.
Le Chœur Monteverdi de Hambourg est l’un des chœurs de concert allemands les plus connus. Il a acquis une renommée internationale grâce à son fondateur et conducteur de longue date, Jürgen Jürgens et grâce à des enregistrements novateurs et à des prix. De 1994 à 2018, le conducteur de Leipzig, Gothart Stier (de), était le directeur artistique du chœur, dirigée à présent par Antonius Adamske.

## Histoire
Le Chœur de Monteverdi de Hambourg a été fondé en 1955 par Jürgen Jürgens en tant que « Chœur de l'Institut culturel italien ». La même année, il est renommé « Chœur Monteverdi » sur proposition du directeur de l'institut, à une époque où Claudio Monteverdi était un compositeur en grande partie inconnu. Depuis 1961, le chœur appartient au département de musique de l'université de Hambourg, dont la direction a été confiée à Jürgen Jürgens en tant que directeur musical de l'université de 1961 à 1993.
Après quatre années de travaux de développement intensifs, le Chœur Monteverdi a remporté le premier prix en 1959 au Concours international de chorale à Arezzo (Italie), en 1962 suivi d'un autre 1er prix au Concours international de chœur de Lille (France). Après cela, le chœur a entamé une carrière internationale sans précédent dans la musique amateure.
En collaboration avec Gustav Leonhardt, Nikolaus Harnoncourt, Frans Brüggen et Eduard Melkus, les enregistrements novateurs du label The Old Work of Teldec et la production d'archives de la Deutsche Grammophon Gesellschaft ont été primés et ont fait connaître le chœur à l'échelle internationale. Des invitations à des festivals de musique nationaux et internationaux ont suivi et dirigé le chœur dans presque tous les pays d'Europe occidentale et orientale, au Moyen-Orient, aux États-Unis, en Amérique centrale et latine, en Asie du Sud-Est, en Chine et en Australie.
Après la mort subite de Jürgen Jürgens en août 1994, le conducteur et ancien chanteur de concert de Leipzig, Gothart Stier, prit la direction artistique du Chœur Monteverdi. En octobre 2018, Antonius Adamske a été élu nouveau chef du chœur.

## Répertoire
Le répertoire du chœur couvre toute la gamme des œuvres chorales de la Renaissance à nos jours. Gothart Stier poursuit dans son travail la tradition du Chœur Monteverdi, qui se concentre sur l’œuvre a cappella et a élargi le spectre du chœur dans son esprit. Il a également été en mesure de présenter – aussi à l’étranger - ses interprétations de grandes symphonies chorales classiques et romantiques de Bach à Verdi en collaboration avec l’orchestre philharmonique Halle, l'Orchestre de chambre central allemand, le Nouveau Bachisch Collegium Musicum Leipzig et des membres du Gewandhaus de Leipzig, dont certains sont documentés sur CD. 

## Activités de concert
À Hambourg, le chœur de Monteverdi a été comparativement peu présent ces dernières années. L’attention et la reconnaissance que le chœur expérimente en tant qu’ambassadeur culturel de Hambourg lors de ses représentations chez lui et à l’étranger sont d'autant plus importantes.
Les temps forts du travail choral avec Gothart Stier étaient les suivants :
- Tournée de concert au Festival d’Israël à Jérusalem en mai 1996,
- Première israélienne du Paulus de Mendelssohn dans le cadre du Festival Liturgica Jérusalem et du Festival Musica-Sacra à Nazareth en janvier 1998,
- Concert des Canti di Prigionia de Luigi Dallapiccola pendant le festival de Händel à Halleen 1999,
- Tournée de concert en Amérique centrale en septembre 1999 et 2001,
- Performance de Missa solemnis de Ludwig van Beethoven à l’église Thomaskirche a Leipzig en 1999,
- Tournée de concert au festival Tuba Mirum de l‘Ermitage (Saint Petersbourg) en juin 2001,
- Concert de Stabat Mater de Domenico Scarlatti au Festival de Händel à Göttingen en 2002
- Ouverture du Festival de Mendelssohn à Leipzig avec un concert d’Elias à l’église Thomaskirche le 31 octobre 2002 avec l’orchestre Gewandhausorchester de Leipzig,
- Tournée de concert en Chine en octobre 2003,
- Tournée de concert en Allemagne avec Messie de Haendel en décembre 2003,
- Tournée de concert dans les États baltes en automne 2004,
- Tournée de concert au festival d’Israël en mai 2005,
- Trois concerts du Paulus de Mendelssohn à la Frauenkirche (Dresde) en mars 2006,
- Première de Marien-Vesper de Claudio Monteverdi en février 2007 à la Thomaskirche à Leipzig,
- Tournée de concert au festival de Shanghai en mars 2008,
- Concert des œuvres de Bach, Mendelssohn et Max Reger au festival de Bach à Leipzig en 2009,
- Trois concerts de Marien-Vesper de Claudio Monteverdi à Berlin, Hambourg et Leipzig,
- Tournée de concert aux Jours Culturels Allemands à Saint-Pétersbourg en novembre 2010
- Tournée en Lituanie en octobre 2011.

## Enregistrements CD (sélection)
- Heilige Nacht - Deutsche Weihnachtslieder und Motetten. Direction : Gothart Stier [2000], Ambitus 96 824.
- Felix Mendelssohn Bartholdy : Paulus avec Stephanie Stiller, Christa Bonhoff, Christoph Genz, Siegfried Lorenz, Philharmonisches Staatsorchester Halle, direction : Gothart Stier [1998], Ambitus 97942.
- Felix Mendelssohn Bartholdy : Elias avec Stephanie Stiller, Annette Markert, Martin Petzold, Siegfried Lorenz, Philharmonisches Staatsorchester Halle, direction : Gothart Stier [1996], Ambitus 97941.
- Max Reger : Orchesterlieder avec Dietrich Fischer-Dieskau, St. Michaelis-Chor, Philharmonisches Staatsorchester Hamburg, direction : Gerd Albrecht [1990], Orfeo 209901.
- Kommet, ihr Hirten - Weihnachtliche Chormusik europäischer Völker, direction : Jürgen Jürgens [1990], Ambitus 97 856.
- Romantische Chormusik, direction : Jürgen Jürgens [1988], Novalis 150032-2.
- Claudio Monteverdi : Vespro della Beata Vergine (Marien-Vesper 1610) avec Barbara Schlick, Ine Kollecker, John Elwes, Wilfried Jochens, Holger Hampel, Christfried Biebrach, Gustav Hehring, Camerata Accademica Hamburg, Leitung : Jürgen Jürgens [1987], Ambitus 383826.
- Marco da Gagliano : La Dafne avec Norma Lerer, Barbara Schlick, Ine Kollecker, Nigel Rogers, Ian Partridge, David Thomas, Berthold Possemeyer, Camerata Accademica Hamburg, direction : Jürgen Jürgens [1977], Deutsche Grammophon 437074-2.
- Claudio Monteverdi : L’Orfeo avec Ian Partridge, Nigel Rogers, John Elwes, Camerata Accademia Hamburg, direction : Jürgen Jürgens [1974], Deutsche Grammophon 002894428723.
- Henry Purcell : Dido and Aeneas avec Tatiana Troyanos, Barry McDaniel, Sheila Armstrong, Patricia Johnson, Margaret Baker, Margaret Lensky, Paul Esswood, Nigel Rogers, Kammerorchester des NDR, direction : Charles Mackerras [1967], Teldec 8573-81141-2.
- Johann Sebastian Bach : Kantate Nr. 198 (Laß, Fürstin, laß noch einen Strahl - Trauerode), Kantate Nr. 158 (Der Friede sei mit dir), Kantate Nr. 27 (Wer weiß, wie nahe mir mein Ende? BWV 27), avec Rotraud Hansmann, Helen Watts, Kurt Equiluz, Max van Egmond, Concerto Amsterdam, direction : Jürgen Jürgens [1967], Teldec 4509093687-2.
- Claudio Monteverdi : Vespro della Beata Vergine (Marien-Vesper 1610) avec Rotraud Hansmann, Irmgard Jacobeit, Nigel Rogers, Bert van t’Hoff, Max van Egmond, Concentus Musicus Wien, direction : Jürgen Jürgens [1967], Teldec 4509-92175-2.
- Georg Philipp Telemann : Der Tag des Gerichts avec Gertraud Landwehr-Herrmann, Cora Canne-Meijer, Kurt Equiluz, Max van Egmond, Concentus Musicus Wien, direction : Nikolaus Harnoncourt [1966], Teldec 9031-77621-2.
- Johann Sebastian Bach : Kantate Nr. 206 (Schleicht, spielende Wellen) avec Irmgard Jacobeit, Wilhelmine Mattès, Tom Brand, Jacques Villisech, Amsterdamer Kammerorchester, direction : André Rieu [1962], Teldec 8573-81141-2.

## Récompenses

### Prix
- Médaille Johannes Brahms de la ville hanséatique et libre de Hambourg en 1976

### Prix record
- Grand Prix du Disque Paris : Monteverdi : Marien-Vesper; Telemann : Tag des Gerichts; Monteverdi : L’Orfeo; Scarlatti : Madrigale
- Grand Prix du Disque Bruxelles : Bach : Trauerode
- Prix St. Cecile Belgique : Monteverdi : L’Orfeo
- Prix de la critique de record anglaise : Monteverdi : Marien-Vesper; Telemann : Tag des Gerichts
- HIFI record de l'année États-Unis : Monteverdi : Marien-Vesper
- Sound and records USA – The years best recordings : Brahms : Geistliche und weltliche Chormusik; Monteverdi : Marien-Vesper; Italienische Chormusik der Gegenwart
- Disco la Plata Argentina : In dulci jubilo

### Prix concours
Concorso Polifonico Internazionale « Guido d’Arezzo », Arezzo (Italien)
- 1958: 3. Prix Folklore
- 1959: 1. Prix chœur mixte
- 1960: 2. Prix chœur mixte
- 1964: 2. Prix chœur mixte & 2. prix chœur d'hommes
- 1967: 2. Prix chœur mixte
- 1968: 2. Prix chœur mixte & 2. prix chœur d'hommes
- 1970: 3. Prix chœur mixte
- 1972: 2. Prix chœur d'hommes & 2. prix chœur de femmes
- 1977: 1. Prix chœur mixte & 3. prix folklore
- 1983: 3. Prix chœur d'hommes
  - Béla Bartók-compétition choeur, Debrecen (Ungarn)
- 1958: 2. Prix chœur mixte
- 1970: 3. Prix folklore
  - Festival International de Chant Chorale, Lille (Frankreich)
- 1959: 1. Prix chœur mixte
  - Concours choeur internationale, Varna (Bulgarien)
- 1977: 2. Prix chœur de chambre
  - Concours chœur internationale de diffusion, Brünn (CSSR)
- 1971: 1. Prix Sender Freies Berlin
  - Concours chœur internationale de diffusion Let the Peoples Sing
- 1976: 1. Prix Sender Freies Berlin - chœur mixte
- 1982: 1. Prix Sender Freies Berlin – grande chœur
- 1986: 1. Prix Sender Freies Berlin - grande chœur & 1. Preis – chœur d'hommes